# Mimers brønd
Stedet Mimers brønd ligger under den ene af Yggdrasils rødder, hvor Mimers hoved ligger, efter at aserne balsamerede det og vakte det til live.
Det er her Odin tager hen når han er rådløs. Når Ragnarok kommer, vil aserne samles her for sammen med Mimer at beslutte, hvad der skal gøres. Det er blevet spået af Vølven.
| Nordisk mytologi | Spire Denne artikel om nordisk religion og mytologi er en spire som bør udbygges. Du er velkommen til at hjælpe Wikipedia ved at udvide den. |